# المادنجاس
المادنجاس (به اسپانیایی: Almadenejos) یک شهرستان در اسپانیا است که در استان سیوداد رئال واقع شده‌است.

## خصوصیات
المادنجاس ۱۰۲٫۸۸ کیلومترمربع مساحت و ۴۸۱ نفر جمعیت دارد و ۵۲۰ متر بالاتر از سطح دریا واقع شده‌است.